# Barcelona Open Banco Sabadell 2013
Barcelona Open Banco Sabadell 2013, známý také se jménem Torneo Godó 2013, byl tenisový turnaj pořádaný jako součást mužského okruhu ATP World Tour, který se hrál v areálu Real Club de Tenis Barcelona na otevřených antukových dvorcích. Konal se mezi 20. až 28. dubnem 2013 v katalánské metropoli Barceloně jako 61. ročník turnaje.
Turnaj s rozpočtem 2 166 875 eur patřil do kategorie ATP World Tour 500. Nejvýše nasazeným hráčem ve dvouhře se stal čtvrtý tenista světa David Ferrer ze Španělska, který prohrál v prvním kole. Třetí singlovou trofej v řadě a rekordní osmou z barcelonské antuky získal jeho krajan Rafael Nadal.

## Distribuce bodů a finančních odměn

### Distribuce bodů
| Soutěž       | Vítězové | F   | SF  | ČF | 16 v kole | 32 v kole | 64 v kole | Q  | Q2 | Q1 |
| ------------ | -------- | --- | --- | -- | --------- | --------- | --------- | -- | -- | -- |
| dvouhra mužů | 500      | 300 | 180 | 90 | 45        | 20        | 0         | 10 | 4  | 0  |
| čtyřhra mužů | 500      | 300 | 180 | 90 | 0         |           |           |    |    |    |

### Finanční odměny
| Soutěž         | Vítězové | Finále   | Semifinále | Čtvrtfinále | 16 v kole | 32 v kole | 64 v kole | Q2     | Q1   |
| -------------- | -------- | -------- | ---------- | ----------- | --------- | --------- | --------- | ------ | ---- |
| mužská dvouhra | €389 300 | €177 500 | €82 700    | €39 460     | €19 200   | €10 230   | €5 955    | €1 100 | €570 |
| čtyřhra mužů * | €121 460 | €54 810  | €25 850    | €12 500     | €6 390    |           |           |        |      |

* na pár

částky jsou uváděny v eurech.

## Mužská dvouhra

### Nasazení
| Stát      | Hráč                  | ATP1) | Nasazení |
| --------- | --------------------- | ----- | -------- |
| Španělsko | David Ferrer          | 4.    | 1.       |
| Španělsko | Rafael Nadal          | 5.    | 2.       |
| Česko     | Tomáš Berdych         | 6.    | 3.       |
| Španělsko | Nicolás Almagro       | 12.   | 4.       |
| Kanada    | Milos Raonic          | 15.   | 5.       |
| Japonsko  | Kei Nišikori          | 16.   | 6.       |
| Argentina | Juan Mónaco           | 20.   | 7.       |
| Německo   | Philipp Kohlschreiber | 21.   | 8.       |
| Polsko    | Jerzy Janowicz        | 24.   | 9.       |
| Francie   | Jérémy Chardy         | 25.   | 10.      |
| Slovensko | Martin Kližan         | 28.   | 11.      |
| Španělsko | Fernando Verdasco     | 31.   | 12.      |
| Francie   | Benoît Paire          | 33.   | 13.      |
| Bulharsko | Grigor Dimitrov       | 34.   | 14.      |
| Španělsko | Marcel Granollers     | 35.   | 15.      |
| Brazílie  | Thomaz Bellucci       | 39.   | 16.      |

- 1) Žebříček ATP k 15. dubnu 2013.[3]

### Jiné formy účasti
Následující hráči obdrželi divokou kartu do hlavní soutěže:
- Roberto Carballes-Baena
- Pablo Carreño-Busta
- Gerard Granollers
- Albert Montañés

Následující hráči postoupili z kvalifikace:
- Kenny de Schepper
- Ernests Gulbis
- Jan Hájek
- Marc López
- Guillermo Olaso
- Dmitrij Tursunov
  -  Jan-Lennard Struff – jako šťastný poražený

### Odhlášení
před zahájením turnaje
- Roberto Bautista-Agut
- Richard Gasquet
- Feliciano López
- Leonardo Mayer

v průběhu turnaje
- Thomaz Bellucci

## Mužská čtyřhra

### Nasazení
| Stát          | Hráč              | Stát          | Hráč              | ATP1) | Nasazení |
| ------------- | ----------------- | ------------- | ----------------- | ----- | -------- |
| Spojené státy | Bob Bryan         | Spojené státy | Mike Bryan        | 2.    | 1.       |
| Španělsko     | Marcel Granollers | Španělsko     | Marc López        | 7.    | 2.       |
| Švédsko       | Robert Lindstedt  | Kanada        | Daniel Nestor     | 11.   | 3.       |
| Pákistán      | Ajsám Kúreší      | Nizozemsko    | Jean-Julien Rojer | 17.   | 4.       |

- 1) Žebříček ATP k 15. dubnu 2013; číslo je součtem umístění obou členů páru.

### Jiné formy účasti
Následující páry obdržely divokou kartu do hlavní soutěže:
- Gerard Granollers /  Albert Montañés
- Albert Ramos /  Tommy Robredo

Následující pár nastoupil do hlavní soutěže z pozice náhradníka:
- Nikolaj Davyděnko /  Denis Istomin

### Odhlášení
- Mike Bryan

## Přehled finále

### Mužská dvouhra
- Rafael Nadal vs.  Nicolás Almagro, 6–4, 6–3

Rafael Nadal vyhrál barcelonský turnaj poosmé, z toho potřetí v řadě.

### Mužská čtyřhra
- Alexander Peya /  Bruno Soares vs.  Robert Lindstedt /  Daniel Nestor, 5–7, 7–6(9–7), [10–4]